# Popillia dilutipennis
Popillia dilutipennis är en skalbaggsart som beskrevs av Leon Fairmaire 1888. Popillia dilutipennis ingår i släktet Popillia och familjen Rutelidae. Inga underarter finns listade i Catalogue of Life.